# Chassiecq
Chassiecq – miejscowość i gmina we Francji, w regionie Nowa Akwitania, w departamencie Charente.
Według danych na rok 1990 gminę zamieszkiwały 172 osoby, a gęstość zaludnienia wynosiła 13 osób/km² (wśród 1467 gmin regionu Poitou-Charentes Chassiecq plasuje się na 823. miejscu pod względem liczby ludności, natomiast pod względem powierzchni na miejscu 667.).